# Camponotus fernandinensis
Camponotus fernandinensis é uma espécie de inseto do gênero Camponotus, pertencente à família Formicidae.